# Música de Mauritania

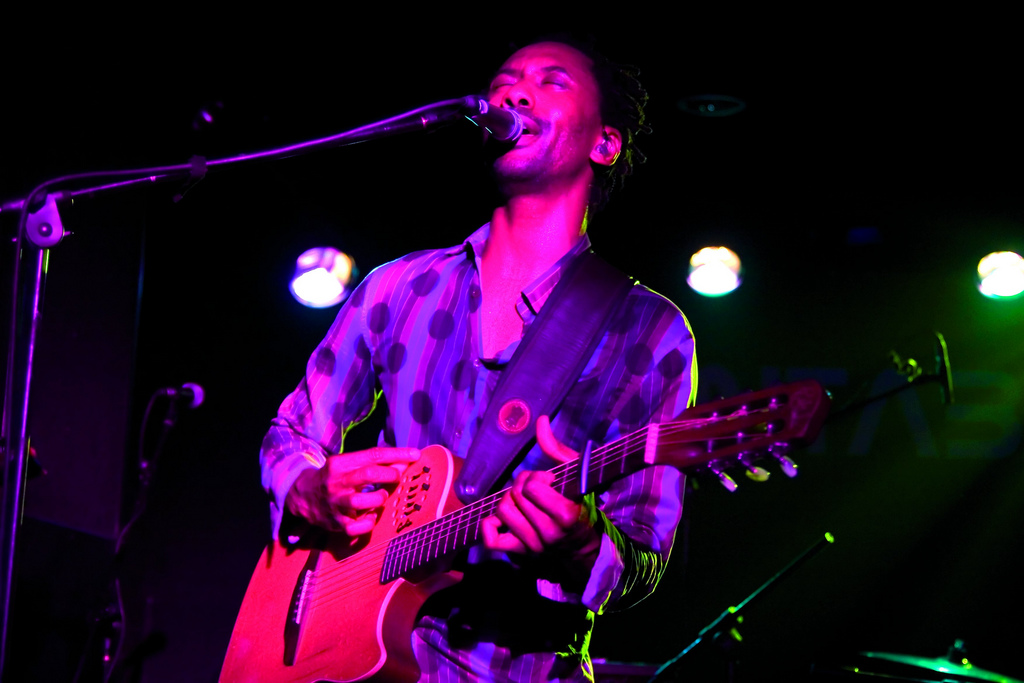
Daby Touré, cantante mauritano, en Cines del Sur 2007.

La música de Mauritania proviene predominantemente del mayor grupo étnico del país, los moros, término que abarca de modo amplio tanto pueblos de origen bereber como árabe. En esta sociedad, la música es practicada por la casta más baja, iggawin. Los músicos de este estrato social solían cantar para enaltecer las hazañas de grandes guerreros así como a sus patrones. Iggawin también tenía el rol tradicional de mensajero, o juglar, transmitiendo las noticias entre las diferentes localidades. En la Mauritania moderna, los músicos profesionales son pagados por cualquier interesado en contratar sus servicios. 

## Instrumentos
Los instrumentos tradicionales incluyen el laúd de cuatro cuerdas denominada tidinit y el ardin, instrumento interpretado por las mujeres, similar a la kora. Los instrumentos de percusión incluyen el tbal (un timbal) y la daghumma (instrumento de tipo idiófono).

## Tipos de música mauritana
Existen tres "maneras" de interpretar la música según la tradición mauritana:
- Al-bayda - la manera blanca, asociada con la música delicada y refinada, y el Bidan (moros norteafricanos).
- Al-kahla - la manera negra, asociada con las raíces y la música masculina, y el Haratin (moros subsaharianos).
- l'-gnaydiya - la manera mezclada.

La música progresa a través de cinco modos (un sistema con orígenes en la música árabe): karr, fagu (ambos "negros"), lakhal, labyad (ambos "blancos", que se corresponden con un período en la vida de uno o una emoción) y lebtyat ("blanco", un modo espiritual relacionado con la vida después de la muerte). Existen múltiples submodos, lo que lleva a un sistema complejo, uno practicado por casi todos los músicos masculinos. Las intérpretes femeninas son escasas y no están limitadas por el mismo tipo de reglas.

## Músicos
A pesar de la escasa presencia de músicos femeninos en Mauritania, el intérprete más célebre es una mujer, Dimi Mint Abba. Los padres de Dimi eran ambos músicos (a su padre se le solicitó la composición del Himno Nacional de Mauritania), y ella comenzó a tocar a una pronta edad. Su carrera profesional comenzó en 1976, cuando cantó en la radio y posteriormente compitió, el año siguiente, en el concurso Umm Kulthum en Túnez. 
Otra popular músico femenina es Malouma, quien también es una respetada activista social.